# 마츠모토 아이
마츠모토 아이(일본어: 松本 愛, 1994년 4월 5일 ~ )는 일본의 모델이다.